# Ле-Вийен
Ле-Вийе́н (фр. Le Vilhain) — коммуна во Франции, находится в регионе Овернь. Департамент коммуны — Алье. Входит в состав кантона Серийи. Округ коммуны — Монлюсон.
Код INSEE коммуны — 03313.

## Население
Население коммуны на 2008 год составляло 268 человек.
| 1962 | 1968 | 1975 | 1982 | 1990 | 1999 | 2008 |
| ---- | ---- | ---- | ---- | ---- | ---- | ---- |
| 408  | 501  | 361  | 321  | 289  | 267  | 268  |

## Экономика
В 2007 году среди 174 человек в трудоспособном возрасте (15—64 лет) 119 были экономически активными, 55 — неактивными (показатель активности — 68,4 %, в 1999 году было 71,0 %). Из 119 активных работали 106 человек (61 мужчина и 45 женщин), безработных было 13 (8 мужчин и 5 женщин). Среди 55 неактивных 12 человек были учениками или студентами, 24 — пенсионерами, 19 были неактивными по другим причинам.

## Достопримечательности
- Церковь Сен-Мартен XIII века. Исторический памятник с 1933 года.
- Менгир на церковной площади
- Лес Сулонжи